# Кубок націй ОФК 2024
Кубок націй ОФК 2024 року (англ. 2024 OFC Men's Nations Cup) — 11-й розіграш Кубка націй ОФК, чемпіонату серед збірних країн Океанії з футболу серед чоловіків, організованого Конфедерацією футболу Океанії (ОФК). Турнір проходив з 15 по 30 червня 2024 року на Фіджі та Вануату.
Нова Каледонія відмовилася від змагань за кілька днів до початку змагань через заворушення в країні, і в турнірі брали участь сім команд. Чинні чемпіони, збірна Нової Зеландії, яка здобула перемогу у розіграші 2016 року, оскільки турнір 2020 року було скасовано через пандемію COVID-19, змогла зберегти за собою титул, здобувши шостий Кубок націй ОФК.

## Вибір господаря
Незважаючи на те, що Нову Зеландію було обрано господарем фінального турніру у 2020 році, перш ніж його зрештою скасували, у грудні 2023 року було оголошено, що турнір у 2024 році відбудеться у Вануату.
У травні 2024 року через невизначеність щодо розкладу рейсів матчі, які мали відбутися на футбольному стадіоні Луганвіля у Луганвілі, Вануату, було перенесено на Ейч-Еф-Сі Бенк Студіум у Суві, Фіджі та на Фрешвотер Стедіум у Порт-Віла, Вануату.

## Стадіони
| 200km · 124miles 2 1 Розташування міст-господарів Кубка націй ОФК 2024 року. \| Вануату 1 Порт-Віла \| Фіджі 2 Сува \| | 200km · 124miles 2 1 Розташування міст-господарів Кубка націй ОФК 2024 року. \| Вануату 1 Порт-Віла \| Фіджі 2 Сува \| |
| Порт-Віла | Сува (Фіджі) |
| --- | --- |
| Фрешвотер Стедіум | Ейч-Еф-Сі Бенк Студіум                                                                                                 |
| Місткість: 6 500 | Місткість: 4 300 |
| | |
| Вануату 1 Порт-Віла | Фіджі 2 Сува |

## Учасники

### Кваліфікація

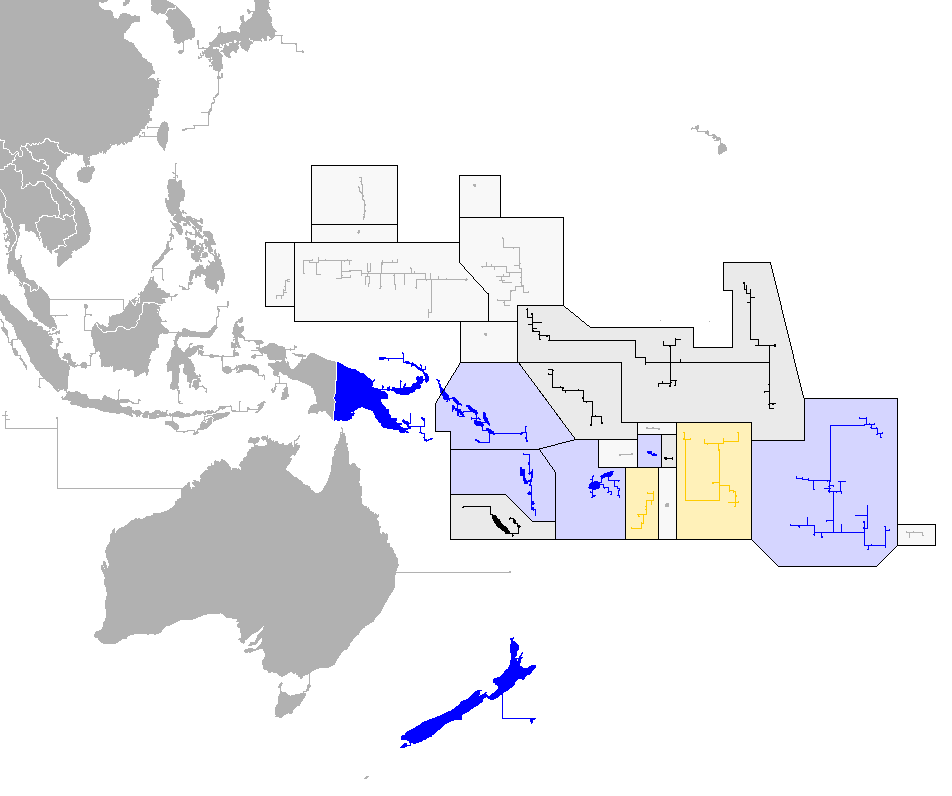
Учасники Кубка націй ОФК 2024 року:
Кваліфікувались
Не кваліфікувались
Відмовились
Не члени ОФК

У фінальному етапі мали взяти участь вісім команд, при цьому 7 команд з найвищим посівом у рейтингу ФІФА кваліфікуються безпосередньо до турніру, а решта зареєстрованих команд зіграли у кваліфікації з 20 по 26 березня 2024 року на Тонга. Оскільки Тувалу та Кірибаті не були повноправними членами ОФК і тому не брали участі, а Американське Самоа не заявилося на турнір, у кваліфікації взяло участь лише три команди і перемогу здобула збірна Самоа, яка стала останнім учасником турніру.

### Кваліфіковані команди
5 червня 2024 року Нова Каледонія оголосила про вихід з турніру через серйозні заворушення в країні.
| Збірна             | Метод кваліфікації       | Дата кваліфікації | Кількість участей | Остання участь | Найкращий результат                     | Рейтинг ФІФА на початок турніру |
| ------------------ | ------------------------ | ----------------- | ----------------- | -------------- | --------------------------------------- | ------------------------------- |
| Вануату            | Господарі                | 1 грудня 2023     | 10                | 2016           | 4 місце (1973, 2000, 2002, 2008)        | 172                             |
| Фіджі              | Господарі                | 24 січня 2024     | 9                 | 2016           | 3 місце (1998, 2008)                    | 168                             |
| Нова Каледонія     | Автоматична кваліфікація | 24 січня 2024     | 7                 | 2016           | 2 місце (2008, 2012)                    | 158                             |
| Нова Зеландія      | Автоматична кваліфікація | 24 січня 2024     | 11                | 2016           | Чемпіони (1973, 1998, 2002, 2008, 2016) | 104                             |
| Папуа Нова Гвінея  | Автоматична кваліфікація | 24 січня 2024     | 5                 | 2016           | 2 місце (2016)                          | 166                             |
| Соломонові Острови | Автоматична кваліфікація | 24 січня 2024     | 8                 | 2016           | 2 місце (2004)                          | 132                             |
| Таїті              | Автоматична кваліфікація | 24 січня 2024     | 10                | 2016           | Чемпіон (2012)                          | 162                             |
| Самоа              | Переможець кваліфікації  | 23 березня 2024   | 3                 | 2016           | Груповий етап (2012, 2016)              | 181                             |

1. ↑  Нова Каледонія відмовилася від участі в турнірі 5 червня 2024 року через заворушення в країні[6]

## Арбітри
Головні арбітри
- Вір Сінгх
- Келвін Берг
- Кемпбелл-Кірк Кавана-Во
- Девід Яребойнен
- Бен Ауквай
- Шама Маемае
- Теремоана Ройгау

Асистенти арбітра
- Авінеш Нараян
- Марк Рул
- Айзек Тревіс
- Малаетала Саланоа
- Наталія Лумукана
- Бернард Мутукера
- Джеффрі Солодія
- Вайгіна Теура
- Фоліо Моеакі
- Джеремі Гарае

## Формат
Турнір складався з групового етапу, що складався із двох груп, на якому два кращі місця в кожній групі проходили до півфіналу. Там переможці виходять у фінал турніру, де змагатимуться за визначення чемпіона турніру, а збірні, які програли, зіграли за третє місце.

## Жеребкування
Жеребкування відбулося 24 січня 2024 року в OFC Home of Football в Окленді, Нова Зеландія. Команди були поділені на дві групи по чотири в кожній, з трьома початковими кошиками, визначеними на основі підсумкового рейтингу Кубка націй ОФК 2016 року.
| Команда           | Місце |
| ----------------- | ----- |
| Нова Зеландія     | 1     |
| Папуа Нова Гвінея | 2     |

| Команда            | Місце |
| ------------------ | ----- |
| Нова Каледонія     | 3     |
| Соломонові Острови | 4     |
| Таїті              | 5     |
| Фіджі              | 6     |

| Команда | Місце |
| ------- | ----- |
| Вануату | 7     |
| Самоа   | 8     |

1. ↑  Знялися після офіційного жеребкування.
2. ↑  Переможець кваліфікації, команда не була визначена під час жеребкування.

## Груповий етап

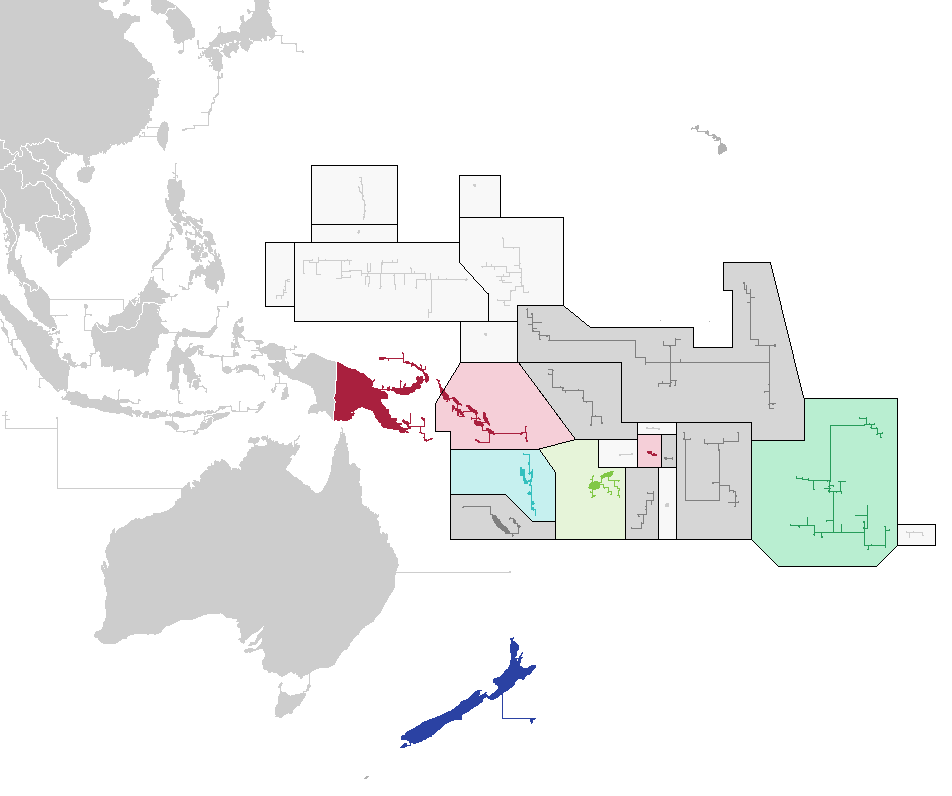
Мапа результатів учасників Кубка націй ОФК 2024 року.
Переможець
Фіналіст
3 місце
4 місце
Груповий етап

Весь час місцевий, UTC+11 (група A) та UTC+12 (група B).

### Регламент
Порядок команд у груповому етапі визначився наступним чином:
1. Загальна кількість балів;
2. Різниця голів у всіх матчах;
3. Голи, забиті у всіх матчах групи;
4. Окремий результат між командами зі рівними результатами;
  1. Очки в матчах між відповідними командами;
  2. Різниця м'ячів у матчах між відповідними командами;
  3. Голи, забиті в матчах між відповідними командами;
5. Очки за чесну гру у всіх матчах (тільки одне вилучення з гравця за матч):
  - Одна жовта картка: −1 очко;
  - Дві жовті картки (непряма червона картка): −3 очки;
  - Пряма червона картка: −4 очки;
  - Жовта картка та пряма червона картка: −5 очок;
6. Жеребкування.

### Група А
| Поз | Команда            | І | В | Н | П | ГЗ | ГП | РГ | О | Кваліфікація |
| --- | ------------------ | - | - | - | - | -- | -- | -- | - | ------------ |
| 1   | Нова Зеландія      | 2 | 2 | 0 | 0 | 7  | 0  | +7 | 6 | Плей-оф      |
| 2   | Вануату (H)        | 2 | 1 | 0 | 1 | 1  | 4  | −3 | 3 | Плей-оф      |
| 3   | Соломонові Острови | 2 | 0 | 0 | 2 | 0  | 4  | −4 | 0 |              |
| 4   | Нова Каледонія     | 0 | 0 | 0 | 0 | 0  | 0  | 0  | 0 | Відмовились  |

| Нова Зеландія | Скасовано | Нова Каледонія |
| ------------- | --------- | -------------- |
|               |           |                |

| Соломонові Острови | 0–1      | Вануату      |
| ------------------ | -------- | ------------ |
|                    | Протокол | - Тангіс 72' |

| Нова Зеландія                     | 3–0      | Соломонові Острови |
| --------------------------------- | -------- | ------------------ |
| - Вейн 6', 11' - Барбарусес 45+4' | Протокол |                    |

| Вануату | Скасовано | Нова Каледонія |
| ------- | --------- | -------------- |
|         |           |                |

| Нова Каледонія | Скасовано | Соломонові Острови |
| -------------- | --------- | ------------------ |
|                |           |                    |

| Вануату | 0–4      | Нова Зеландія                                      |
| ------- | -------- | -------------------------------------------------- |
|         | Протокол | - Мата 10' - Калтак 27' (аг) - Джаст 63' - Олд 78' |

### Група В
| Поз | Команда           | І | В | Н | П | ГЗ | ГП | РГ  | О | Кваліфікація |
| --- | ----------------- | - | - | - | - | -- | -- | --- | - | ------------ |
| 1   | Фіджі (H)         | 3 | 3 | 0 | 0 | 15 | 2  | +13 | 9 | Плей-оф      |
| 2   | Таїті             | 3 | 1 | 1 | 1 | 3  | 2  | +1  | 4 | Плей-оф      |
| 3   | Папуа Нова Гвінея | 3 | 1 | 1 | 1 | 4  | 7  | −3  | 4 |              |
| 4   | Самоа             | 3 | 0 | 0 | 3 | 2  | 13 | −11 | 0 |              |

| Таїті                        | 2–0      | Самоа |
| ---------------------------- | -------- | ----- |
| - Дегрумелле 4' - Т. Тео 28' | Протокол |       |

| Папуа Нова Гвінея | 1–5      | Фіджі                                                         |
| ----------------- | -------- | ------------------------------------------------------------- |
| - Семмі 88'       | Протокол | - Бегг 2' - Данн 43', 52' - Е. Комолонг 55' (аг) - Крішна 64' |

| Папуа Нова Гвінея | 1–1      | Таїті          |
| ----------------- | -------- | -------------- |
| Пол 25'           | Протокол | Дегрумелле 15' |

| Самоа          | 1–9      | Фіджі |
| -------------- | -------- | --- |
| - Солсбері 47' | Протокол | - Г'юз 3', 61' - Данн 38' - Крішна 45+3' (пен.), 53' (пен.) - Баравілала 64' - Бегг 67' - Догалау 83', 89' |

| Самоа         | 1–2      | Папуа Нова Гвінея      |
| ------------- | -------- | ---------------------- |
| - Трейнор 67' | Протокол | - Семмі 26' - Кепо 47' |

| Фіджі                | 1–0      | Таїті |
| -------------------- | -------- | ----- |
| - Krishna 26' (пен.) | Протокол |       |

## Плей-оф
У стадії плей-оф, якщо після закінчення основного ігрового часу рахунок рівний, призначався додатковий час (два тайми по 15 хвилин). У разі нічийного результату після додаткового часу результат мав вирішитись у серії пенальті.
|  | Півфінали             | Півфінали |                       |   | Фінал | Фінал |
|  |                       |           |                       |   |       |       |
|  | 27 червня – Порт-Віла |           |                       |   |       |       |
|  |                       |           |                       |   |       |       |
|  | Нова Зеландія         | 5         |                       |   |       |       |
|  | Нова Зеландія         | 5         | 30 червня – Порт-Віла |   |       |       |
|  | Таїті                 | 0         |                       |   |       |       |
|  | Таїті                 | 0         | Нова Зеландія         | 3 |       |       |
|  | 27 червня – Порт-Віла |           | Нова Зеландія         | 3 |       |       |
|  |                       | Вануату   | 0                     |   |       |       |
|  | Фіджі                 | Вануату   | 0                     | 1 |       |       |
|  | Фіджі                 |           |                       | 1 |       |       |
|  | Вануату               | 2         |                       |   |       |       |
|  | Вануату               | 2         | Матч за 3-є місце     |   |       |       |
|  |                       |           |                       |   |       |       |
|  | 30 червня – Порт-Віла |           |                       |   |       |       |
|  |                       |           |                       |   |       |       |
|  | Таїті                 | 2         |                       |   |       |       |
|  | Таїті                 | 2         |                       |   |       |       |
|  | Фіджі                 | 1         |                       |   |       |       |

### Півфінали
| 27 червня 2024 11:00 |

| Нова Зеландія                                       | 5–0      | Таїті |
| --------------------------------------------------- | -------- | ----- |
| - Сурман 7' - Вейн 45', 53' - Барбарусес 45+3', 72' | Протокол |       |

| Фрешвотер Стедіум, Порт-Віла Глядачів: 2 000 Арбітр: Вір Сінгх (Фіджі) |

| 27 червня 2024 15:00 |

| Фіджі           | 1–2      | Вануату                     |
| --------------- | -------- | --------------------------- |
| - Кавуілагі 46' | Протокол | - Спокіджек 12' - Томас 56' |

| Фрешвотер Стедіум, Порт-Віла Глядачів: 5 200 Арбітр: Кемпбелл-Кірк Кавана-Во (Нова Зеландія) |

### Матч за 3-є місце
| 30 червня 2024 11:00 |

| Таїті             | 2–1      | Фіджі        |
| ----------------- | -------- | ------------ |
| - Т. Тео 72', 83' | Протокол | - Крішна 58' |

| Фрешвотер Стедіум, Порт-Віла Глядачів: 3 000 Арбітр: Кемпбелл-Кірк Кавана-Во (Нова Зеландія) |

### Фінал
| 30 червня 2024 15:00 VUT |

| Нова Зеландія                           | 3–0      | Вануату |
| --------------------------------------- | -------- | ------- |
| - Говісон 2' - Рендалл 83' - Мата 90+1' | Протокол |         |

| Фрешвотер Стедіум, Порт-Віла Глядачів: 10 000 Арбітр: Бен Ауквай (Соломонові Острови) |

| Переможці                  |
| -------------------------- |
| Нова Зеландія Шостий титул |

## Статистика
Всього було зіграно 13 матчів, в яких забито 46 м'ячів із середньою результативністю 3,54 м'яча за матч. Відвідуваність на всіх етапах турніру досягла 41 400, що становить в середньому 3 185 глядачів за матч. Найбільший рахунок був зафіксований на турнірі, коли Фіджі перемогла Самоа з рахунком 9:1 у другому турі групи B.
Нова Зеландія виграла титул у рекордний шостий раз у своїй історії, обігравши у фінальному матчі країну-господаріку Вануату з рахунком 3:0, успішно захистивши свій титул. Таїті посіло третє місце після перемоги над Фіджі в матчі за третє місце. Фіджієць Рой Крішна завершив турнір як найкращий бомбардир із п'ятьма голами, новозеландець Ліберато Какаче отримав нагороду найкращого гравця, а його співвітчизник Макс Крокомб отримав нагороду найкращого воротаря. Нова Зеландія також отримала нагороду за чесну гру.

### Підсумкова таблиця
| Місце                       | Збірна             | Група | Ігор | Очок | ГЗ | ГП | РГ  |
| --------------------------- | ------------------ | ----- | ---- | ---- | -- | -- | --- |
| 1                           | Нова Зеландія      | A     | 4    | 12   | 15 | 0  | +15 |
| 2                           | Вануату            | A     | 4    | 6    | 3  | 5  | -2  |
| 3                           | Таїті              | B     | 5    | 9    | 5  | 8  | -3  |
| 4.                          | Фіджі              | B     | 5    | 9    | 17 | 6  | +11 |
| Вилетіли на груповому етапі |                    |       |      |      |    |    |     |
| 5.                          | Папуа Нова Гвінея  | B     | 3    | 4    | 4  | 7  | -3  |
| 6.                          | Соломонові Острови | A     | 2    | 0    | 0  | 4  | -4  |
| 7.                          | Самоа              | B     | 3    | 0    | 2  | 13 | -11 |

### Бомбардири
Протягом турніру було забито  46 голів у 13 матчах, з середнім показником 3.54 голів за матч.
5 голів
- Рой Крішна

4 голи
- Бен Вейн

3 голи
- Томас Данн
- Коста Барбарусес
- Теаоньї Тео

2 голи
- Набіль Бегг
- Етонія Догалау
- Сетарекі Г'юз
- Макс Мата
- Томмі Семмі
- Матео Дегрумелле

1 гол
- Філіпе Баравілала
- Сітівені Кавуілагі
- Кемерон Говісон
- Елія Джаст
- Бен Олд
- Джессі Рендалл
- Фінн Сурман
- Аті Кепо
- Пала Пол
- Люк Солсбері
- Фаррелл Трейнор
- Джонатан Спокіджек
- Кенсі Тангіс
- Джейсон Томас

1 автогол
- Елвін Комолонг (проти Фіджі)
- Браян Калтак (проти Нової Зеландії)

## Нагороди
| Нагорода               | Гравець/Команда                                   |
| ---------------------- | ------------------------------------------------- |
| Золотий м'яч           | Ліберато Какаче · Коста Барбарусес · Кенсі Тангіс |
| Золотий бутс           | Рой Крішна · Бен Вейн · Коста Барбарусес          |
| Кращий молодий гравець | Фінн Сурман                                       |
| Золота рукавичка       | Макс Крокомб                                      |
| Нагорода за чесну гру  | Нова Зеландія                                     |

### Гравець матчу
| Матч          | Раунд             | Збірна 1           | Результат     | Збірна 2           | Гравець матчу      | Прим.         |
| Груповий етап | Груповий етап     | Груповий етап      | Груповий етап | Груповий етап      | Груповий етап      | Груповий етап |
| ------------- | ----------------- | ------------------ | ------------- | ------------------ | ------------------ | ------------- |
| 1             | Група A           | Соломонові Острови | 0–1           | Вануату            | Браян Калтак       | [ 32 ]        |
| 3             | Група B           | Таїті              | 2–0           | Самоа              | Теаоньї Тео        | [ 33 ]        |
| 2             | Група B           | Папуа Нова Гвінея  | 1–5           | Фіджі              | Томас Данн         | [ 34 ]        |
| 4             | Група A           | Нова Зеландія      | 3–0           | Соломонові Острови | Алекс Руфер        | [ 35 ]        |
| 5             | Група B           | Папуа Нова Гвінея  | 1–1           | Таїті              | Аті Кепо           | [ 36 ]        |
| 6             | Група B           | Самоа              | 1–9           | Фіджі              | Сетарекі Г'юз      | [ 37 ]        |
| 7             | Група A           | Вануату            | 0–4           | Нова Зеландія      | Елія Джаст         | [ 38 ]        |
| 8             | Група B           | Самоа              | 1–2           | Папуа Нова Гвінея  | Елвін Комолонг     | [ 39 ]        |
| 9             | Група B           | Фіджі              | 1–0           | Таїті              | Потін Пома         | [ 40 ]        |
| Плей-оф       |                   |                    |               |                    |                    |               |
| 10            | Півфінал 1        | Нова Зеландія      | 5–0           | Таїті              | Ліберато Какаче    | [ 41 ]        |
| 11            | Півфінал 2        | Фіджі              | 1–2           | Вануату            | Джонатан Спокіджек | [ 42 ]        |
| 12            | Матч за 3-є місце | Таїті              | 2–1           | Фіджі              | Теаоньї Тео        | [ 43 ]        |
| 13            | Фінал             | Нова Зеландія      | 3–0           | Вануату            | Ліберато Какаче    | [ 44 ]        |

## Маркетинг

### Права на трансляцію
28 лютого 2024 року Конфедерація футболу Океанії оголосила, що всі змагання ОФК у сезоні 2024—2025 років, включаючи Кубок націй ОФК 2024 року, транслюватимуться через FIFA+.